# Nationale Vergadering (Mauritanië)
De Nationale Vergadering (Arabisch: الجمعية الوطنية; Frans: Assemblée nationale) is het eenkamerparlement van Mauritanië. De Nationale Vergadering telt 157 leden die voor een periode van vijf jaar worden gekozen. De minimumleeftijd om gekozen te worden is 25 jaar en men moet beschikken over het Mauritaanse staatsburgerschap.
De gematigde Union pour la République (UPR) heeft met 97 zetels een meerderheid in het parlement. Voorzitter van de Nationale Vergadering is Sjeik Ahmed Baye (UPR).
Tot 2017 kende Mauritanië een tweekamerparlement, met de Nationale Vergadering als lagerhuis en een Senaat als hogerhuis. In 2017 sprak een meerderheid van de bevolking zich per referendum uit voor de afschaffing van de Senaat.

## Zetelverdeling

Zetelverdeling na de verkiezingen van 2018

## Verwijzingen
1. ↑  Mauritania: Senate Abolished in Referendum 22 augustus 2017